# Codex Montfortianus

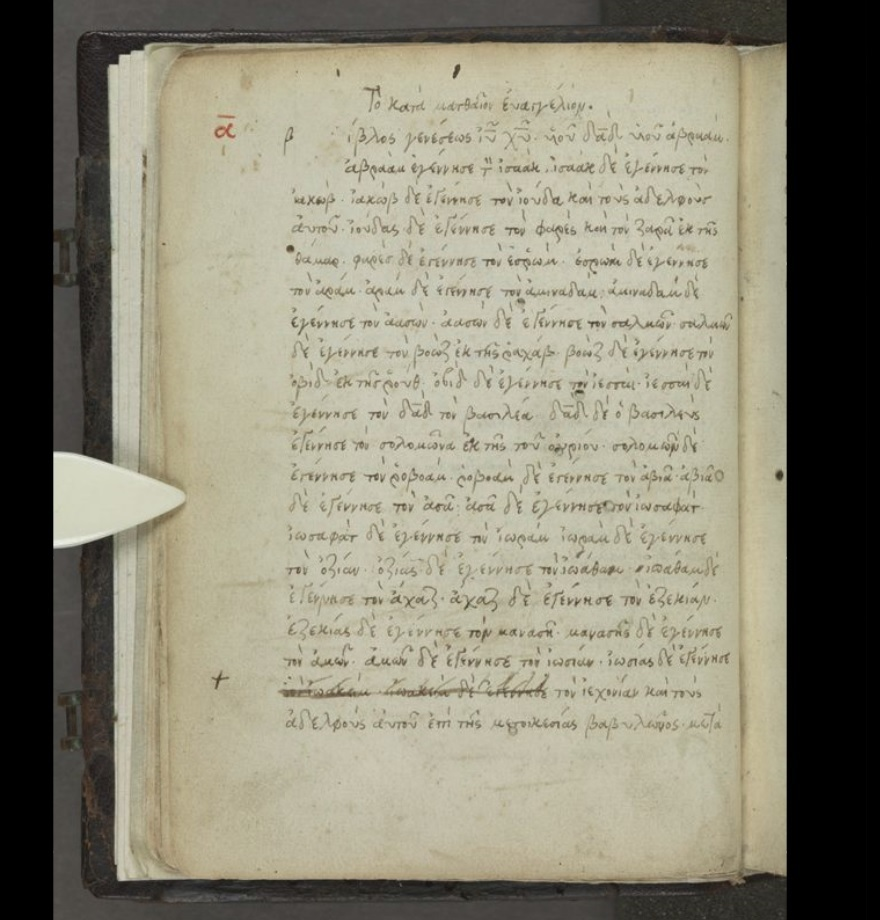
Matteo

Codex Montfortianus è un manoscritto minuscolo del Nuovo Testamento, indicato anche come Minuscolo 61 perché catalogato con “61” nella lista dei testimoni secondo Caspar René Gregory (“δ 603” secondo il sistema di Hermann von Soden).

## Descrizione e contenuto
Il Codex Montfortianus contiene tutto il Nuovo Testamento nella lingua greca. Il testo è scritto in un'unica colonna di 22 righe su 455 fogli di dimensione di 15×8,12 cm.

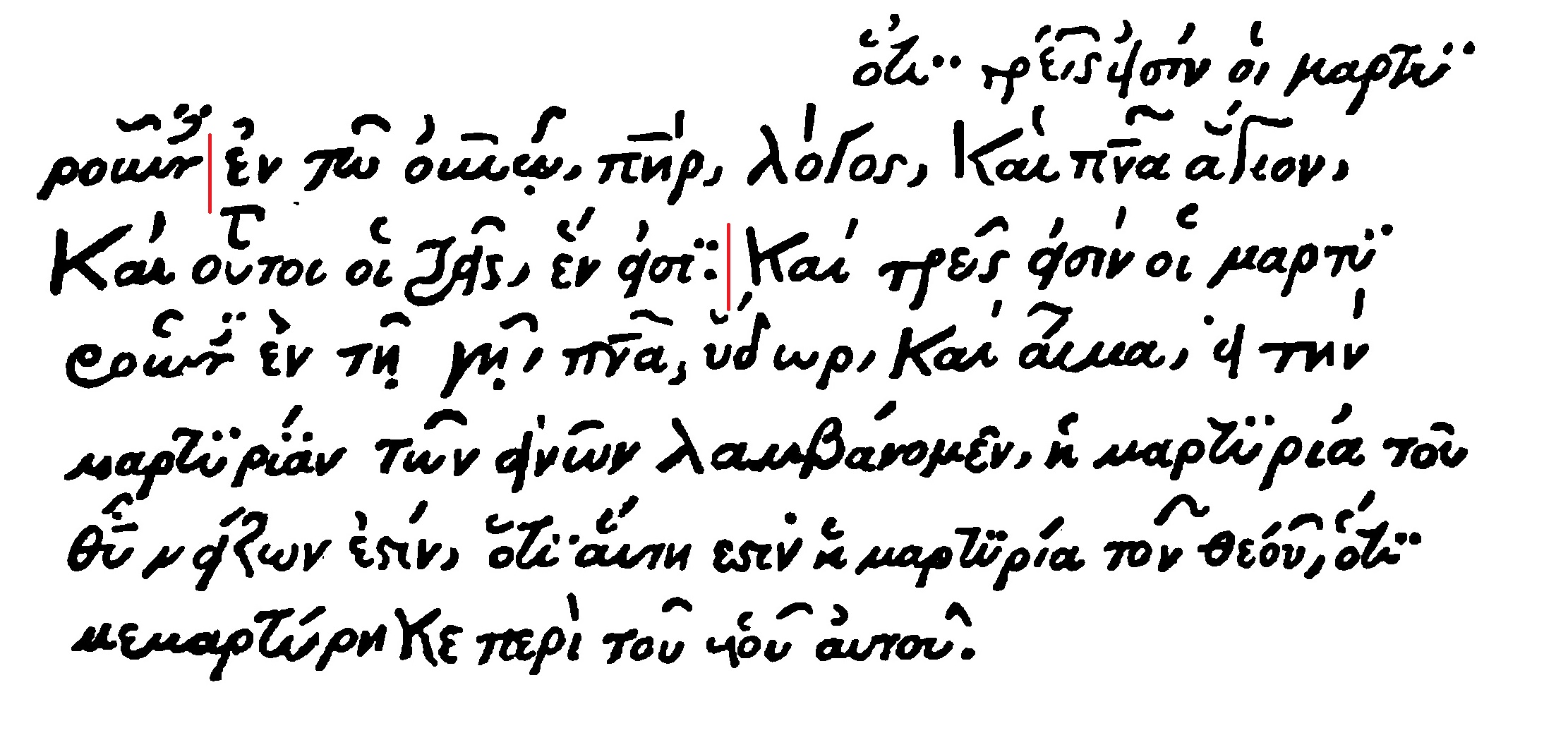
Il Comma Johanneum

Il testo è diviso in capitoli, i cui numeri sono segnati a margine con i rispettivi titoli nella parte superiore del foglio; è riportata anche un'altra divisione, quella secondo i canoni eusebiani, che divide l testi evangelici secondo i metodi precedenti quello attuale.
L'ordine dei libri è il seguente: Vangeli, Atti degli apostoli, Epistole di Paolo, Lettere cattoliche (Giacomo, Giuda, 1-2 di Pietro, 1-2-3 di Giovanni) e Apocalisse di Giovanni. Questo ordine delle Lettere Cattoliche è quello seguito dal Minuscolo 326.

## Testo
Il testo greco dei Vangeli e degli Atti degli Apostoli di questo codice è un esempio del tipo testuale bizantino. Aland lo colloca nella categoria 5. Nelle Lettere Cattoliche e in quelle paoline i testi a volte sono mischiati.
Nella Apocalisse di Giovanni il testo segue il modello bizantino ma con diverse varianti fedelmente simili a quelle del Codex Vaticanus 2066 (Onciale 046) e del minuscolo 69. Nei Vangeli il testo riproduce quello dei minuscoli 56 e 58.
In Giovanni 5, 6 è riportata la variante, forse interpolata, "δι' ὕδατος καὶ αἵματος καὶ πνεύματος ἁγίου" (per l'acqua e il sangue e lo Spirito Santo) come già anche nei manoscritti minuscoli 39, 326 e 1837.

## Storia del manoscritto Montfortianus
Il primo conosciuto possessore del Codex Morfortianus fu Froy, un religioso francescano, poi passò nelle mani di William Chark (1582), in seguito di Thomas Montfort, dal quale ricevette il nome “Montfortianus”; infine di esso si interessò il vescovo poliglotta Brian Walton che lo lasciò al Trinity College (Ms, 30) di Dublino.
Particolarità del Montfortianus sta nel fatto che esso è il primo manoscritto greco che ospita il Comma Johanneum di Giovanni 5,7-8. Questo brano, secondo biblisti, è copiato da altro manoscritto del decimo secolo giacente presso la Lincoln College di Oxford il quale però lo registra in latino, lingua in cui forse ebbe origine.
Del Montfortianus si avvalse Erasmo da Rotterdam per compilare la terza edizione del suo Novum Instrumentum omne (1522). In esso Erasmo lesse, fanno notare i critici del testo greco, per troppa fretta,"εμαις" per "εν αις" nell'Apocalisse di Giovanni 2,13.